# Rouziers-de-Touraine
Rouziers-de-Touraine – miejscowość i gmina we Francji, w Regionie Centralnym, w departamencie Indre i Loara.
Według danych na rok 1990 gminę zamieszkiwało 756 osób, a gęstość zaludnienia wynosiła 42 osoby/km² (wśród 1842 gmin Regionu Centralnego Rouziers-de-Touraine plasuje się na 514. miejscu pod względem liczby ludności, natomiast pod względem powierzchni na miejscu 745.).